# Caimitillo
Caimitillo es una de las 26 subdivisiones del distrito de Panamá. Se sitúa al norte de la zona metropolitana de Panamá. Fue creado por la ley 29 del 10 de mayo de 2012, y fue segregado del corregimiento de Chilibre. Su cabecera es Caimitillo Centro. Este corregimiento comenzó a regir desde el 2 de enero del año 2019 (Artículo 9 de la Ley 29 del 10 de marzo de 2012, que crea el corregimiento Caimitillo, segregado del corregimiento Chilibre, distrito de Panamá, provincia de Panamá.)